# Symeon Samelsohn
Symeon Samelsohn (ur. sierpień 1814 w Warszawie, zm. 9 czerwca 1881 w Krakowie) – doktor prawa, poseł do Sejmu Krajowego Galicji I i II kadencji (1861–1869) narodowości żydowskiej, adwokat w Krakowie. Był również posłem do austriackiej Rady Państwa.
Był synem Maurycego, warszawskiego bankiera, przemysłowca i Ludwiki Rebeki z domu Zbytkower. Maturę zdał w gimnazjum św. Anny, a następnie w latach 1824–1834 studiował na Wydziale Prawa UJ oraz w 1835 w Berlinie. W 1837 uzyskał tytuł doktora na Wydziale Prawa UJ, a następnie w latach 1849–1855 pracował jako aplikant sądowy w Krakowie. W 1858 jako jeden z pierwszych Żydów w Krakowie założył i utrzymywał własną kancelarię adwokacką. Wybrany posłem 4 kwietnia 1861 w III kurii obwodu Kraków, z okręgu wyborczego Miasto Kraków, ponownie 4 lutego 1867 na II kadencję. W 1866 został członkiem Rady Miejskiej Krakowa. W 1870 został prezesem Zboru Izraelickiego w Krakowie urząd ten sprawował do śmierci. W latach 1873–1874 był wiceprezesem krakowskiej Izby Adwokackiej.